# Karl Gebhardt
Karl Gebhardt (23 de novembre de 1897 Haag - 2 de juny de 1948 a Landsberg am Lech) va ser metge personal de Heinrich Himmler, i un dels principals coordinadors i autors d'experiments quirúrgics realitzats als reclusos dels camps de concentració de Ravensbrück i Auschwitz.

## Carrera altercer reich
Gebhardt va ingressar a l'NSDAP l'1 de maig de 1933. Dos anys més tard, també es va unir a les SS i es va convertir en metge cap al sanatori de Hohenlychen, durant la Segona Guerra Mundial va passar a un hospital de les Waffen- SS. El 1938, Gebhardt va ser nomenat metge personal de Heinrich Himmler.
Gebhardt també solia tractar Albert Speer el 1944 per la fatiga i la inflor del genoll. Que gairebé el mata, fins que va ser substituït per un altre metge.
Gebhardt va ser elevat al rang de Gruppenführer de les SS i General de Divisió (Major General) a les Waffen SS.
Ja sigui essent encomanats o portats a terme per ell, Gebhardt va ser directament responsable de nombrosos experiments quirúrgics realitzats a presoners dels camps de concentració. Ell va ser particularment actiu en el camp de les dones a Ravensbrück (que estava vora Hohenlychen) i el campament d'Auschwitz. A Ravensbruck on inicialment s'enfrontarà amb el comandant en cap Suhr Fritz, ja que no volia autoritzar els experiments doncs no sabia quin seria el futur dels presos(La majoria presoners polítics), però els dirigents de les SS recolzaren Gebhardt i Suhr va haver de cooperar.
Una sèrie d'experiments particularment brutals van ser portats a terme per Gebhardt, que reflectien la capacitat dels "pacients" per suportar operacions de llarga durada. Sovint s'obriria el crani d'un subjecte o l'abdomen, sense l'ús de l'anestèsia i observar quant temps sobrevivia aquest abans de sucumbir a un xoc o sèpsia. Les seves notes quirúrgiques, que són impossibles de verificar, indiquen que certs "pacients" sobrevisqueren gairebé 24 hores en aquestes condicions. Gebhardt va ser acompanyat sovint per un comitè de cirurgians companys durant aquests experiments, que "jugaven" amb els òrgans dels quals durant la cirurgia.
Durant la Segona Guerra Mundial, va actuar durant algun temps com el President de la Creu Roja d'Alemanya.
El 22 d'abril de 1945, els soviètics estaven concentrant els seus exèrcits cap a l'est de Berlín, immediatament, Hitler, Joseph Goebbels (que va portar la seva dona i fills amb ell), i un personal lleial es varen traslladar al Führerbunker. On es va assentar l'estat major per dirigir la defensa final de Berlín.
Gebhardt, en qualitat de líder de la Creu Roja, va proposar a Goebbels portar els seus fills fora de la ciutat amb ell, però va ser impossible fer canviar d'idea a Magda Goebbels.

## Execució
Després de la guerra, Gebhardt, va ser jutjats en el judici de Metges, juntament amb 22 altres metges davant un tribunal militar dels Estats Units, on va ser declarat culpable de crims de guerra i crims contra la humanitat i condemnat a mort el 20 d'agost de 1947. Va ser penjat el 2 de juny de 1948, a la presó de Landsberg a Baviera.

## En el cinema
Karl Gebhardt ha estat interpretat pels següents actors en produccions de cinema i televisió.
- Timothy West en la pel·lícula britànica de Hitler 1973: The Last Ten Days.
- Ray McAnally en la producció de televisió britànica 1973 La mort d'Adolf Hitler.